# 克雷姆里
克雷姆里（法語：Crémery，法語發音：[kʁɛmʁi]）是法国上法蘭西大區索姆省的一个市镇，属于蒙迪迪耶区。

## 地理
克雷姆里（49°44'30"N, 2°49'26"E）面积2.58 平方千米，位于法国上法蘭西大區索姆省，该省份为法国北部沿海省份，北起加来海峡省和北部省，西接滨海塞纳省和大西洋英吉利海峡，南至瓦兹省，东临埃纳省。
与克雷姆里接壤的市镇（或旧市镇、城区）包括：埃塔隆、弗雷努瓦莱鲁瓦、格吕尼、利扬库尔福斯、勒通维莱尔。
克雷姆里的时区为UTC+01:00、UTC+02:00（夏令时）。

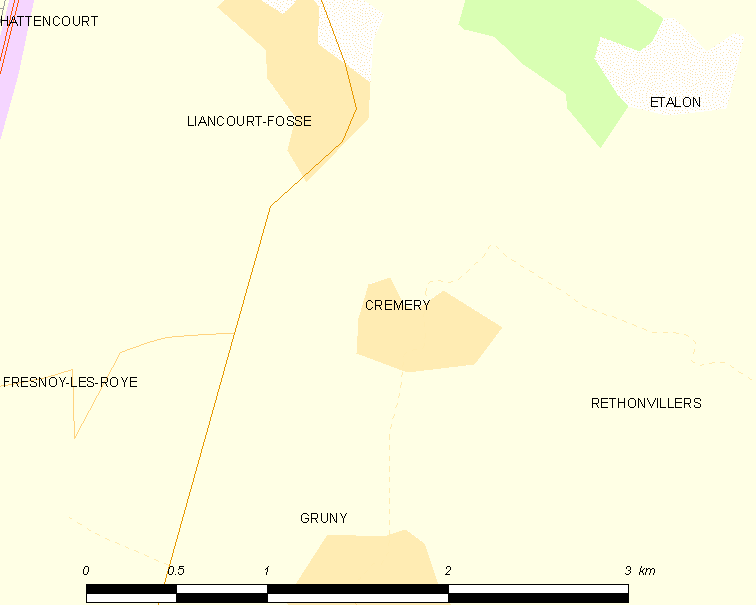
克雷姆里的OSM定位图

## 行政
克雷姆里的邮政编码为80700，INSEE市镇编码为80223。

## 政治
克雷姆里所属的省级选区为鲁瓦县。

## 人口

1962-2008年间克雷姆里人口变化图示

克雷姆里于2022年1月1日时的人口数量为128人。